# Pirosis
La pirosis (popularmente agruras, acidez gástrica o acidez estomacal) es una sensación de dolor o quemazón en el esófago, justo debajo del esternón, que es causada por la regurgitación de jugo gástrico. El dolor se origina en el pecho y puede radiarse al cuello, a la garganta o al ángulo de la mandíbula. La pirosis se ha identificado como una de las causas de la tos crónica, e incluso pueden confundirse con asma.

## Fisiopatología
La sensación de ardor se origina por la exposición del esófago bajo a los contenidos ácidos del estómago. Normalmente, el esfínter esofágico inferior (EEI) que separa al estómago del esófago se debería contraer para evitar esta situación. Si el esfínter se relaja por alguna razón (como ocurre habitualmente al tragar), los contenidos del estómago, mezclados con ácido gástrico, pueden regresar al esófago. Este regreso se conoce también como reflujo, y puede convertirse en enfermedad de reflujo gastroesofágico si ocurre frecuentemente. La peristalsis, la onda rítmica de contracción muscular en el esófago, en condiciones normales lleva la comida hacia abajo y a través del EEI; es responsable de limpiar los contenidos del reflujo estomacal. Además, el ácido gástrico puede neutralizarse con los tampones químicos de la saliva.
Es muy frecuente en caso de hernia hiatal.

## Diagnóstico
Se debe sospechar el reflujo gastroesofágico únicamente con base en sus síntomas. Cuando el estado clínico no es muy claro, se pueden hacer otras pruebas para confirmar el diagnóstico o para excluir otras enfermedades.

En 2016 se estableció que la pirosis sin reflujo es uno de los síntomas del trastorno funcional del esófago.
Algunas pruebas de confirmación incluyen:
Monitoreo ambulatorio del pHse puede colocar un tubo a través de la nariz hacia el esófago para grabar el nivel de acidez del esófago bajo. Ya que una variación ligera en la acidez es normal, pequeños eventos de reflujo son comunes y este tipo de monitoreo debe correrse al menos durante 24 horas para confirmar el diagnóstico. Este examen es particularmente útil cuando los síntomas del paciente pudieran estar relacionados con episodios de aumento en la acidez esofágica.
Serie gastrointestinal superiorse toma una serie de rayos X del sistema digestivo superior tras haber tomado una solución de bario. Esto puede conllevar al reflujo del bario en el esófago, que sugeriría la posibilidad de enfermedad. Para mayor precisión, se puede usar una fluoroscopia, a fin de detectar el reflujo en tiempo real.
Manometríaen este examen se utiliza un sensor de presión (manómetro) que se pasa por la boca hacia el esófago y mide directamente la presión del esfínter esofágico.
Endoscopiase puede visualizar la mucosa esofágica directamente al introducir un tubo delgado e iluminado, con una cámara integrada (endoscopio) a través de la boca para examinar el esófago y el estómago. De este modo, se puede detectar la evidencia de inflamación esofágica y, si es necesario, tomar una biopsia. Ya que la endoscopía le permite al doctor inspeccionar visualmente el tracto digestivo superior, este procedimiento le puede ayudar a identificar daños adicionales que no se habrían detectado de otro modo.
Biopsiase toma una pequeña muestra del tejido del esófago para estudiarla y revisar alguna inflamación o presencia de cáncer o algún otro problema.

## Tratamiento

### Prevención
La higiene alimentaria es muy importante para evitar el reflujo, como puede ser evitar beber comiendo, no realizar comidas copiosas, masticar cada bocado de 15-20 veces (de este modo se evitará comer en exceso), también se deben evitar alimentos irritantes de la mucosa gástrica (picantes, café, alcohol, etcétera) y comidas con exceso de grasas. Además, no se debe ir a la cama tras la ingesta, debiendo esperar unas dos horas antes de hacerlo.
Si el ardor se desencadena mientras se está acostado, se debe alzar la cabeza con almohadas o sentarse, lo que alivia las molestias frecuentemente, aunque se debe tener cuidado de no hacer demasiado esfuerzo con el cuello. Se deben evitar cierto tipo de alimentos (Ej: grasas) poco antes de ir a la cama y se aconseja también para evitar ataques futuros en el esófago que puedan provocar cáncer gástrico.

### Medicación
Se pueden utilizar antiácidos, antihistamínicos H2 o inhibidores de la bomba de protones para tratar la pirosis.

#### Antiácidos
El tratamiento diario con antiácidos es efectivo para el 25-30 por ciento de los pacientes con enfermedad de reflujo. Los medicamentos bloqueadores de ácido son los más efectivos para los cuadros moderados de la enfermedad. También puede utilizarse bicarbonato de sodio que genera una reacción con los ácidos que provocan la molestia y los neutraliza convirtiéndolos en gas el cual es expedido con la acción de eructar el mismo.

#### Agua
Algunos sugieren que el tomar un vaso grande de agua diluye los niveles bajos (ácidos) de pH en el estómago, lo cual aliviaría el dolor temporalmente. Esta medida no siempre es efectiva, pues depende del pH.

#### Antihistamínicos H2
Se trata de sustancias utilizadas para bloquear la acción de las histaminas en las células parietales del estómago, que generan una reducción en la producción de ácido de esas células. Sin embargo, su uso se ha disminuido con la llegada de los IBPs.

#### Inhibidores de la bomba de protones (IBPs)
Son medicamentos que pueden ser efectivos para los pacientes que no responden a los antiácidos o bloqueadores de ácidos. Estos inhibidores bloquean directamente la producción de ácido en las células del estómago y ofrecen un alivio más efectivo. Para prevenir las agruras, el medicamento desfigura y deshabilita las proteínas (bombas de protones) que controlan el pH del estómago, dejando que el cuerpo las digiera.
Uno de los problemas más grandes es el vértigo que se presenta, un efecto colateral al que muchos facultativos no dan la debida importancia.

### Dieta restrictiva
Una dieta restrictiva es muy importante, pues entre el 90 y 95 por ciento de los pacientes pueden ligar sus síntomas a alimentos específicos. Es por eso que deben elegir aquellos alimentos y bebidas que tengan bajo riesgo de producir reflujo, y evitar aquellos que desaten la pirosis.